# Ibitiara
Ibitiara là một đô thị thuộc bang Bahia, Brasil. Đô thị này có diện tích 1748,846 km², dân số năm 2007 là 15758 người, mật độ 9,01 người/km².